# Estructura de Weaire-Phelan
| Weaire–Phelan structure                                    | Weaire–Phelan structure  |
| ---------------------------------------------------------- | ------------------------ |
| Weaire–Phelan structure (polyhedral cells)                 |                          |
| Grupo espacial Notação de fibra dobrada Notação de Coxeter | Pm3n (223) 2o [[4,3,4]+] |

Na geometria, a estrutura Weaire-Phelan é uma estrutura tridimensional complexa representando uma espuma idealizada de igual tamanho bolhas. Em 1993, em Trinity College, o físico Denis Weaire e seu aluno Robert Phelan constataram que, em simulações de computador de espuma, esta estrutura era uma melhor solução para o "problema de Kelvin" do que a solução mais conhecido anterior, a estrutura de Kelvin.

## Descrição da estrutura Weaire-Phelan
A estrutura Weaire-Phelan difere da estrutura de Kelvin na medida em que usa dois tipos de células, embora ambas têm um volume igual.
Uma delas é o pyritohedron, um dodecaedro irregular com faces pentagonais, possuindo simetria tetraédrica, (Th).  A segunda é o trapezoedro hexagonal truncado, uma espécie de tetrakaidecaedro com duas as faces hexagonais e doze pentágonos, possuindo simetria antiprismática (D2d).